# Мерл багатобарвний
Мерл багатобарвний (Lamprotornis superbus) — вид горобцеподібних птахів родини шпакових (Sturnidae). Мешкає в Східній Африці.

## Опис

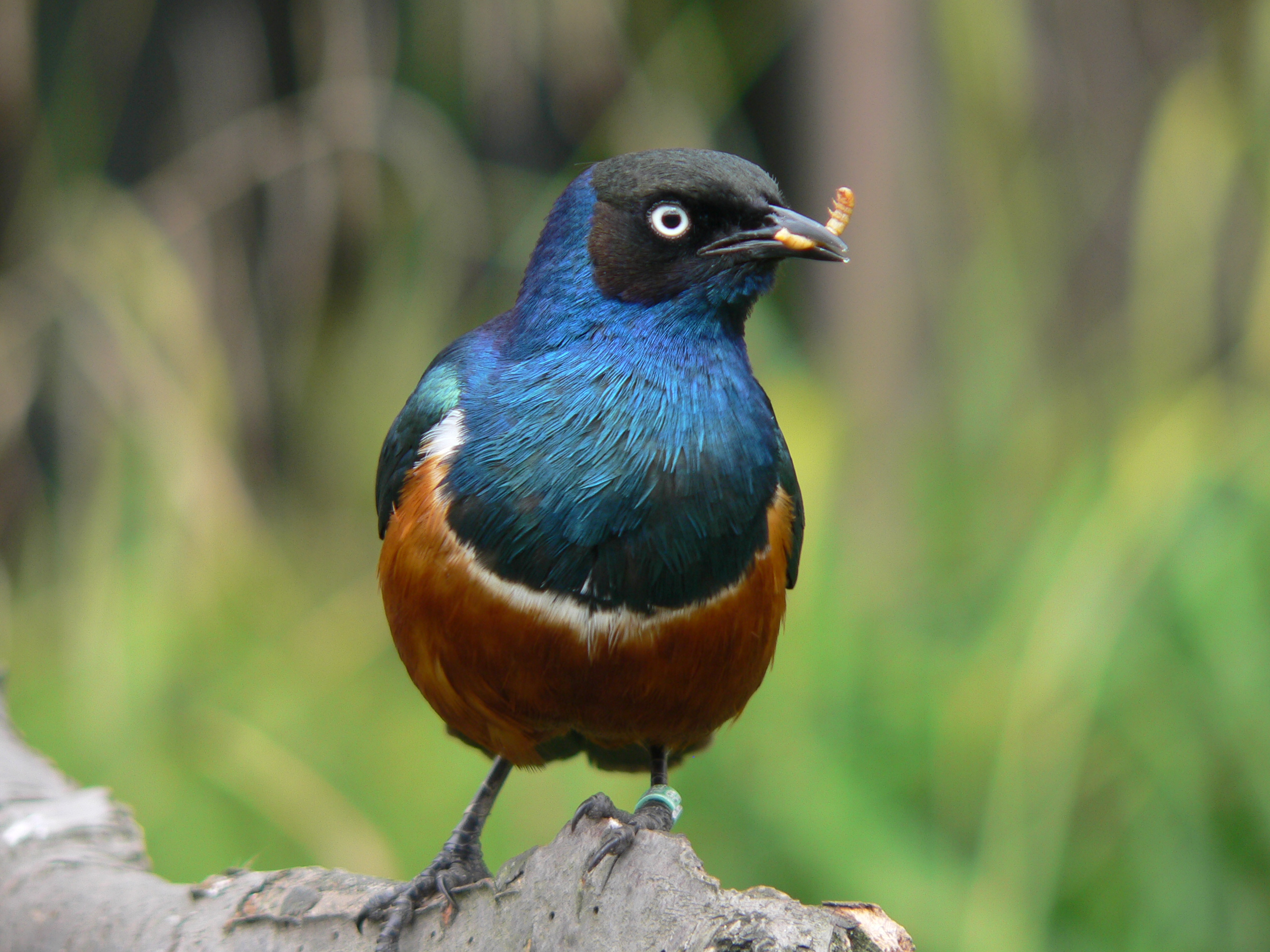
Багатобарвний мерл з личинкою

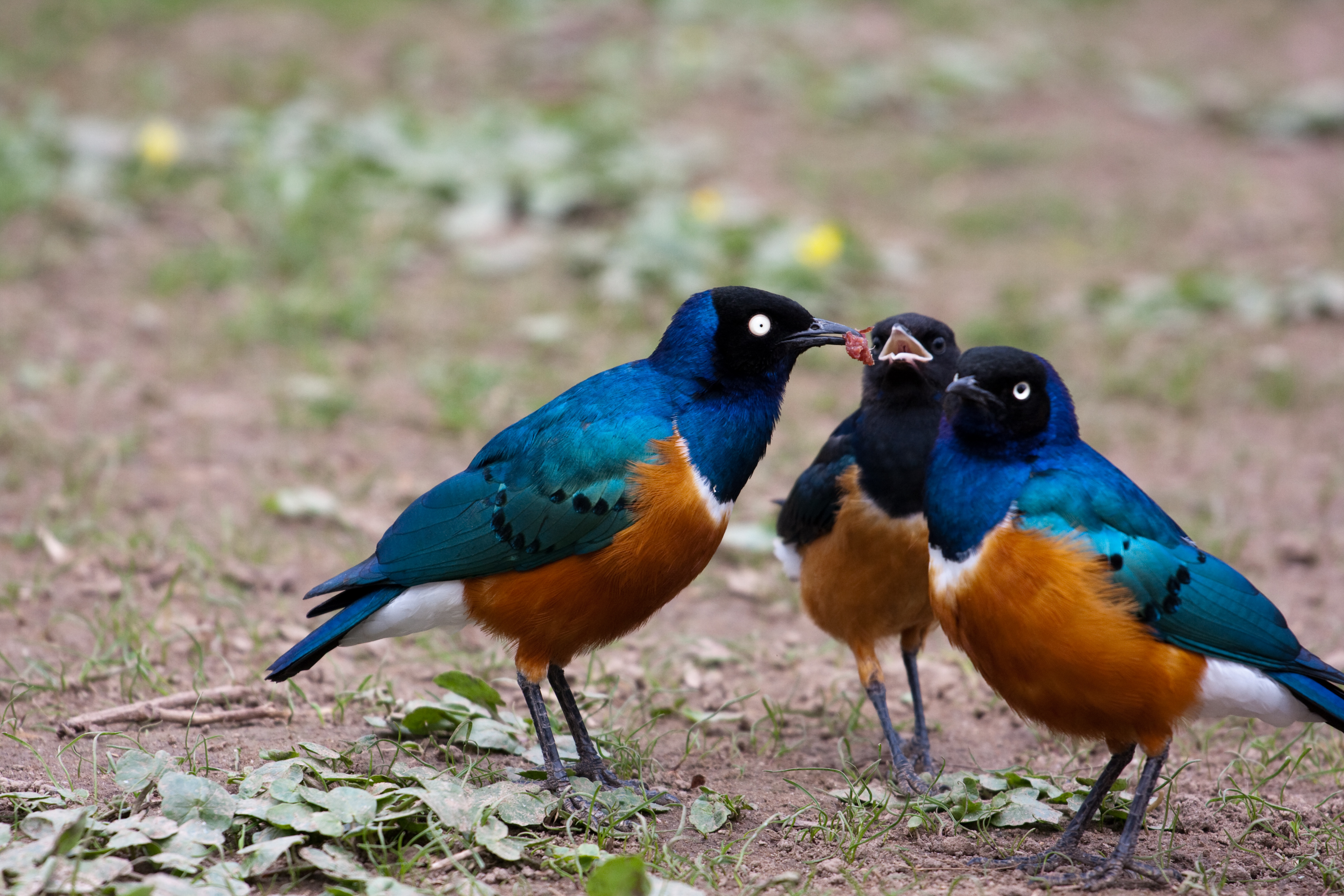
Багатобарвні мерли

Довжина птаха становить 18-19 см. Голова чорна, шия, плечі і верхня частина тіла синьо-зелені, шия з боків, горло і груди сині. Верхня частина тіла, горло і груди мають характерний райдужний металевий відблиск. Покривні пера крил мають чорні кінчики, що формує на крилах два ряди чорних плямок. Решта нижньої частини тіла рудувато-коричневі. відділена від верхньої частини грудей білою смугою. Нижні покривні пера крил, гузка і нижні покривні пера хвоста білі. Очі білуваті, дзьоб і лапи чорні. Молоді птахи мають більш тьмяне забарвлення, біла смуга на грудях у них відсутня, очі карі. Загалом багатобарвні мерли схожі на кенійських мерлів, однак відрізняються від них світлими очима і білою смугою на грудях.
Вокалізація — довгі, гучні трелі, цвірінькання і різкі крики. Птахи можуть імітувати деякі почуті звуки.

## Поширення і екологія
Багатобарвні мерли мешкають в Ефіопії, Південному Судані, Сомалі, Уганді, Кенії і Танзанії. Вони живуть в сухих саванах, акацієвих рідколіссях і чагарникових заростях, в заростях на берегах водойм, на полях і в садах. Зустрічаються зграйками, на висоті до 2650 м над рівнем моря. 
Багатобарвні мерли живляться переважно комахами, зокрема кониками, жуками, термітами, мурахами і мухами, яких шукають на землі, черв'яками та іншими безхребетними, а також насінням, плодами і ягодами. Сезон розмноження в Ефіопії у них триває з жовтня по лютий, в Сомалі з березня по червень. Гніздо кулеподібне, робиться з трави і гілок, розміщується в чагарниках, на деревах або в тріщинах серед скель. В кладці 3-4 яйця, інкубаційний період триває 12 днів. Насиджують самиці, за пташенятами доглядають і самиці, і самці.